# Abraxas fasciariata
Abraxas fasciariata är en fjärilsart som beskrevs av Achille Guenée 1858. Abraxas fasciariata ingår i släktet Abraxas och familjen mätare. Inga underarter finns listade i Catalogue of Life.